# 希拉克略 (君士坦斯二世之子)
希拉克略（希臘語：Ἡράκλειος，转写：Herakleios）是拜占庭帝国的共治皇帝（659-681年在位）。他是皇帝君士坦斯二世与皇后法乌斯塔的次子，659年，他被加冕为共治皇帝，随后他的父亲前往意大利。668年，君士坦斯二世在西西里被刺杀，三兄弟中的长兄君士坦丁四世成为具有实权的皇帝。后来君士坦丁试图废黜两个弟弟，这在681年引发了一场叛乱。君士坦丁表示同意叛乱者的要求，成功安抚了叛乱者；与此同时，他又把叛乱头目带到了君士坦丁堡，随即处死了他们；两个弟弟希拉克略和提比略则被废黜、致残，从此以后他们就在历史记载中消失了。

## 生平
希拉克略是君士坦斯二世的次子，他的母亲法乌斯塔则是权臣、皇位觊觎者瓦伦蒂努斯之女。尽管君士坦斯二世在654年就已将长子君士坦丁加冕为共治皇帝，他在659年动身前往意大利之前，将次子希拉克略、幼子提比略同样加冕为共治皇帝。663年，君士坦斯命令儿子们来到他所在的西西里，试图把锡拉库萨建设成拜占庭帝国的新都，但君士坦丁堡民众闻讯在科洛尼亚的狄奥多尔（Theodore of Koloneia）和安德鲁（Andrew）的带领下起事阻拦，使得三兄弟留在了帝国首都。
668年君士坦斯在西西里被杀，长子君士坦丁成为了掌握实权的皇帝。君士坦丁、希拉克略、提比略三人在名义上共同统治帝国十三年，随后，君士坦丁试图废黜两个弟弟，但来自安纳托利亚军区的一支军队闻讯起兵支持希拉克略和提比略。这支部队向克里索波利斯（今于斯屈达尔）进军，他们派遣一个代表团渡过博斯普鲁斯海峡前往君士坦丁堡，要求维持三兄弟共同统治的现状，他们以信仰作比，认为既然天堂由三位一体统治，那么人世由三位皇帝统治也是应当的。君士坦丁严密地监视两个兄弟，并派遣一位心腹官员狄奥多尔前去与叛军谈判；狄奥多尔被赋予了一项微妙的任务：赞扬士兵们的奉献精神，同意他们的理论，与此同时，说服他们返回驻地；还要邀请叛乱首领们到君士坦丁堡与元老院商议，以进一步执行叛军的意愿。叛军对皇帝的积极态度感到满意，返回了安纳托利亚，而叛乱领袖们则前往首都。军事威胁消失后，君士坦丁皇帝显露了真面目，逮捕了他们并在西凯将他们全部绞死。
这场叛乱激起了君士坦丁对两个兄弟的怀疑，同时他也想把儿子查士丁尼，未来的查士丁尼二世提到共治皇帝的地位上来。681年9月16日-12月21日之间，君士坦丁以拜占庭传统对弟弟希拉克略和提比略施加肉刑，割掉了他们的鼻子，并下令硬币上不得再出现二人的肖像，并在官方文件中抹去了二人的名字，这样做也是为了确保儿子查士丁尼的继位。自此以后，希拉克略和提比略就在历史记录中消失了。

## 脚注
1. ↑  ODB，"Constans II" (P. A. Hollingsworth, A. Cutler) pp. 496–497.
2. ↑  ODB，"Constantine IV" (P. A. Hollingsworth, A. Cutler) pp. 500–501.
3. 1 2  PmbZ，Tiberios (#8484/corr.).
4. 1 2  Moore.
5. 1 2  Bury 1889，第308頁.
6. 1 2 3  Bury 1889，第309頁.
7. ↑  Stratos 1980，第139頁.
8. 1 2  Hoyland 2012，第173–174頁.
9. ↑  Bellinger & Grierson 1968，第513頁.
10. ↑  Haldon 2016，第43–45頁.